# King Bennie Nawahi
Benjamin Keakahiawa Nawahi, dit King Bennie Nawahi, né le 3 juillet 1899 à Honolulu, territoire d'Hawaï, et mort le 29 janvier 1985 à Long Beach en Californie, est un mandoliniste, ukuléliste et joueur de steel guitar américain d'origine hawaïenne qui connut le succès aux États-Unis dans les années 1920 et 1930.

## Biographie
Benjamin Keakahiawa Nawahi naît à Honolulu, territoire d'Hawaï, dans une famille de 12 enfants. Bien qu'il ne soit pas d'ascendance royale, il a été surnommé « King » (roi) comme de nombreuses personnalités du show business qui recevaient ce surnom en raison de leur talent particulier.
Nawahi apprend la guitare dans les parcs d'Honolulu où il joue pour gagner quelques sous, faisant souvent équipe avec Sol Hoopii, qui deviendra plus tard, avec Sam Ku West (en), son rival pour le titre « King of the Hawaiian Guitar ». On l'appelle aussi le « roi du ukulélé ».
En 1919, il joue avec le groupe de son frère Joe, le Hawaiian Novelty Five, sur le paquebot Matsonia qui navigue entre Honolulu et San Francisco. Le groupe devient un incontournable de la tournée nord-américaine de spectacles de l'Orpheum Circuit (en).
Bennie Nawahi se sépare du groupe et se lance dans une carrière solo de chanteur et joueur de ukulélé. C'est là que l'organisateur de spectacles Sid Grauman le proclame « Roi du ukulélé » et le surnom est resté.
En 1920, un acte du Congrès des États-Unis crée le Parc national d'Hawaï (plus tard divisé en Parc national des volcans d'Hawaï et Parc national de Haleakalā), braquant les projecteurs sur les îles. Les années 1920 s'entichent alors de tout ce qui est hawaïen, y compris les nouveautés du genre vaudeville. Parmi les nouveautés de Nawahi, il joue Turkey in the Straw à la guitare hawaïenne avec ses pieds. Tin Pan Alley emboîte le pas à cet engouement pour Hawaï et, entre 1915 et 1929, produit des chansons telles que Hello Hawaii How Are You? (1915) (car beaucoup prononçait le nom d'Hawaï « How-Wah-Yah »), Oh How She Could Yacki Hacki Wiki Wacki Woo (1916), Hula Hula Dream Girl (1924) et That Aloha Waltz (1928).
En 1928, Nawahi commence à enregistrer pour plusieurs maisons de disques dont Columbia, Victor, QRS et Grey Gull, sous plusieurs noms (dont Red Devils, QRS Boys, Slim Smith, Hawaiian Beach Combers, Georgia Jumpers, Four Hawaiian Guitars et King, Nawahi & the International Cowboys), avec des musiciens dont Sons of the Pioneers (en), Tim Spencer (en) et Leonard Slye (devenu plus tard la star du western Roy Rogers).
Une nuit de 1935, alors qu'il rentre chez lui après un spectacle, Nawahi devient soudainement aveugle. Aucune cause médicale n'a jamais été identifiée. La cécité est permanente mais il ne cesse pas pour autant sa carrière et continue à se produire et à partir en tournée, jusque dans les années 1970 où il est partiellement paralysé par un accident vasculaire cérébral.
Nawahi établit un record de natation remarquable pour les aveugles en 1946. Il nage les 35 kilomètres d'eaux agitées de l'océan Pacifique de San Pedro, en Californie, à l'île de Santa Catalina en un peu plus de 22 heures, guidé uniquement par l'entraîneur John Sonnichson et le tintement d'une cloche sur un bateau-pilote.
Il apparaît brièvement dans le film documentaire sur Roy Smeck, nommé aux Oscars en 1985, Wizard of the Strings.
Il meurt à Long Beach, en Californie, le 29 janvier 1985.

## Discographie
- From Honolulu To Hollywood: Jazz, Blues & Popular Specialties Performed Hawaiian Style (2008) CD (The Old Masters)
- Hawaiian String Virtuoso: Steel Guitar Rec 1920's (2000) CD 2055 (Yazoo)